# Bataille de Sedgemoor
Rébellion de Monmouth
La bataille de Sedgemoor se déroula le 6 juillet 1685 (16 juillet 1685 du calendrier grégorien) à Westonzoyland, près de Bridgwater, dans le Somerset. Elle mit fin aux espoirs du duc de Monmouth de s'emparer du royaume d’Angleterre.
Les troupes du roi Jacques II remportèrent le combat et firent environ 500 prisonniers. Monmouth parvint à fuir le champ de bataille, mais peu après, il fut capturé, puis jugé et exécuté à Londres. Ses partisans furent jugés lors des Assises sanglantes, et nombre d'entre eux furent exécutés ou déportés outre-mer.

## Contexte
Cette dernière bataille de la rébellion de Monmouth opposait les troupes du rebelle James Scott, 1er duc de Monmouth (en), aux troupes royales de son oncle Jacques II d’Angleterre. Jacques II avait hérité du trône à la mort de son frère Charles II d'Angleterre le 6 février 1685 ; James Scott était le fils illégitime de Charles et de sa maîtresse Lucy Walter.
Le débarquement du duc de Monmouth, venu de Hollande, à Lyme Regis dans le Dorset fut suivi d’une série de manœuvres et d'escarmouches dans le Dorset et le Somerset. À la fin, l'armée du duc, mal équipée, fut acculée dans la plaine du Somerset où elle dut livrer bataille le 3 juillet près de Bridgwater. Les troupes reçurent l'ordre de fortifier la ville.

## Forces en présence

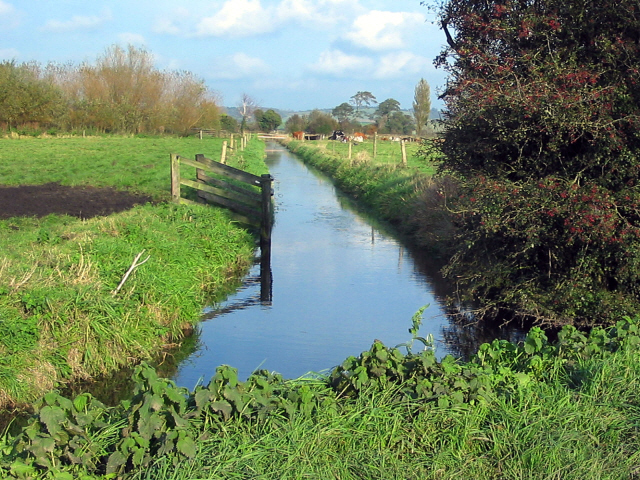
La Rhyne, près du site de la bataille de Sedgemoor.

L'armée comptait environ 3 500 soldats, pour la plupart des non-conformistes, des artisans et des paysans équipés de piques et de fourches.
Les troupes royalistes, menées par Louis de Duras, 2e comte de Feversham (en), et par le colonel John Churchill, 1er duc de Marlborough, campaient à Westonzoyland sur la rive opposée d’un fossé de drainage, la Bussex Rhine (en).
L'infanterie comprenait 500 hommes du 1er régiment à pieds (Royal Scots), deux bataillons du 1er régiment royal de la garde (Grenadier Guards) mené par Henry FitzRoy, 1er duc de Grafton, 600 hommes du second régiment de la garde et cinq compagnies du Queen Consort's Regiment (King's Own Royal Border Regiment (en)).
The Horse and Foot, le train d'artillerie royal fut disposé le long de la route de Bridgwater. La cavalerie royale, 420 hommes du comte d’Oxford, le King's Regiment of Horse (Blues and Royals), le King's Own Royal Dragoons ainsi que trois régiments de Horse guards (Life Guards) constituaient l'armée.

## Déroulement

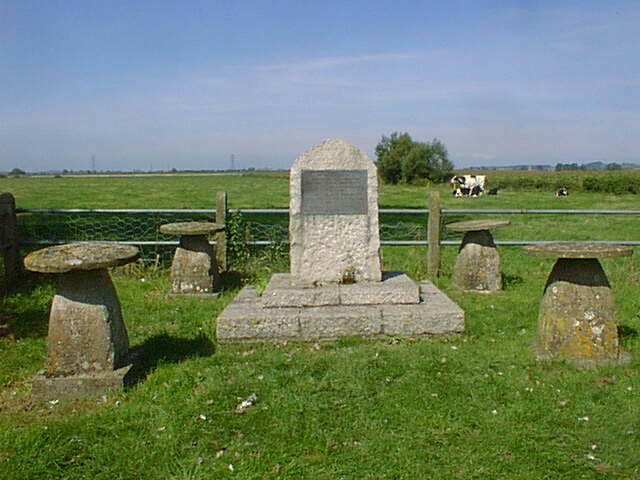
Vue du mémorial de Sedgemoor en 1999.

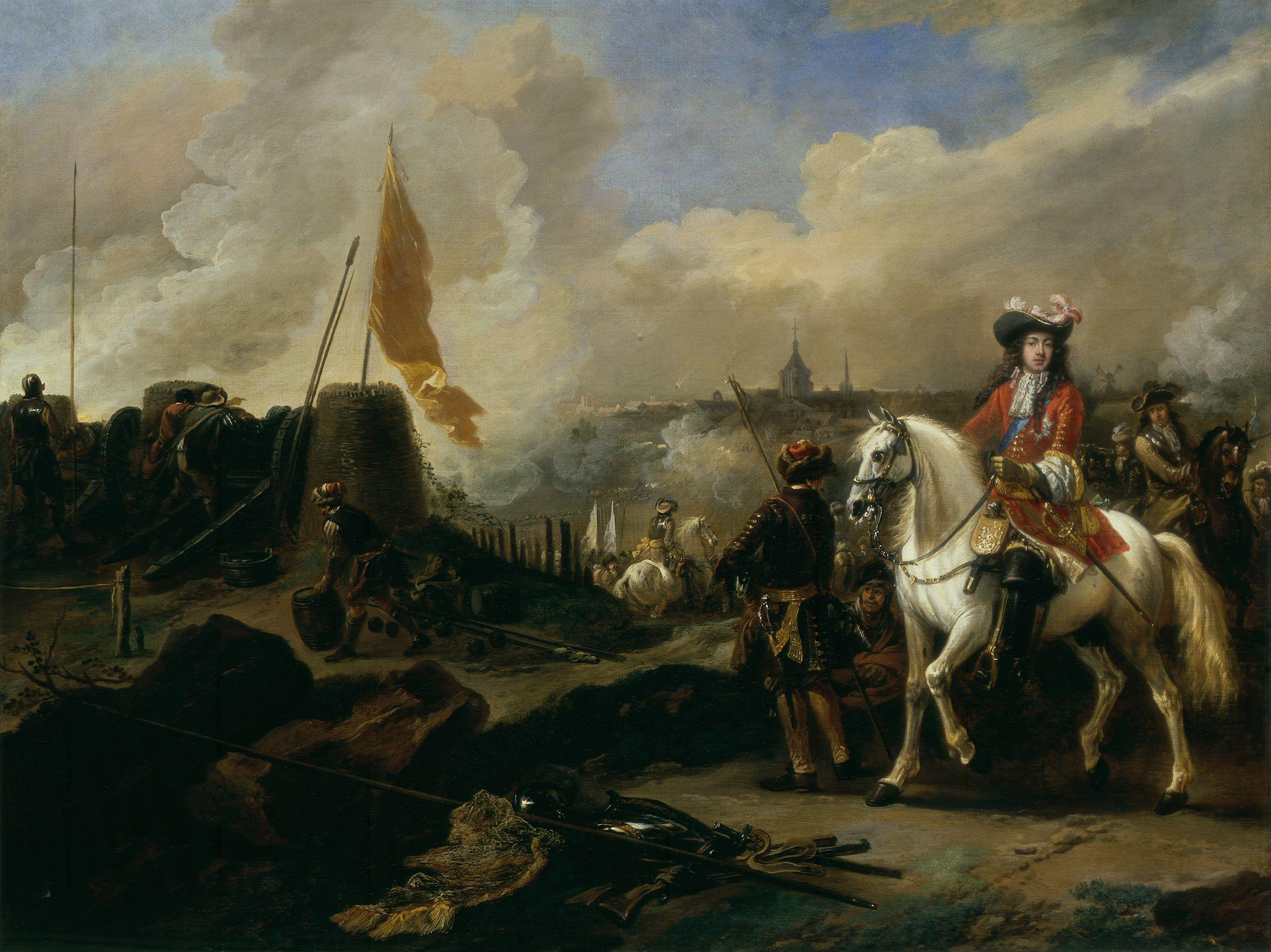
James Scott, duc de Monmouth et Buccleuch, huile sur toile de Jan Wyck, vers 1700, National Portrait Gallery.

Le duc fit sortir ses troupes peu aguerries et mal équipées de Bridgwater vers 10 heures du soir afin d’entreprendre une attaque nocturne contre l'armée royale. Guidés par Richard Godfrey, le domestique d'un fermier local, le long de la vieille route qui va de Bristol à Bawdrip, un détachement de cavalerie en avant-garde, les rebelles obliquèrent au sud le long de Bradney Lane et de Marsh Lane (en), et s'avancèrent dans la lande et ses dangereux et profonds fossés.
Il y eut du retard lors du franchissement du fossé, et les premiers hommes ayant traversé surprirent une patrouille royaliste. Un coup de feu fut tiré et un cavalier de la patrouille partit au galop rapporter les faits à Feversham. Ford Grey mena la cavalerie plus avant qui fut engagé par le régiment de cavalerie du roi qui alerta le reste des troupes royalistes. L'entraînement supérieur de l'armée régulière et de ses chevaux dérouta l'adversaire en les prenant de flanc.

## Capture et conséquences

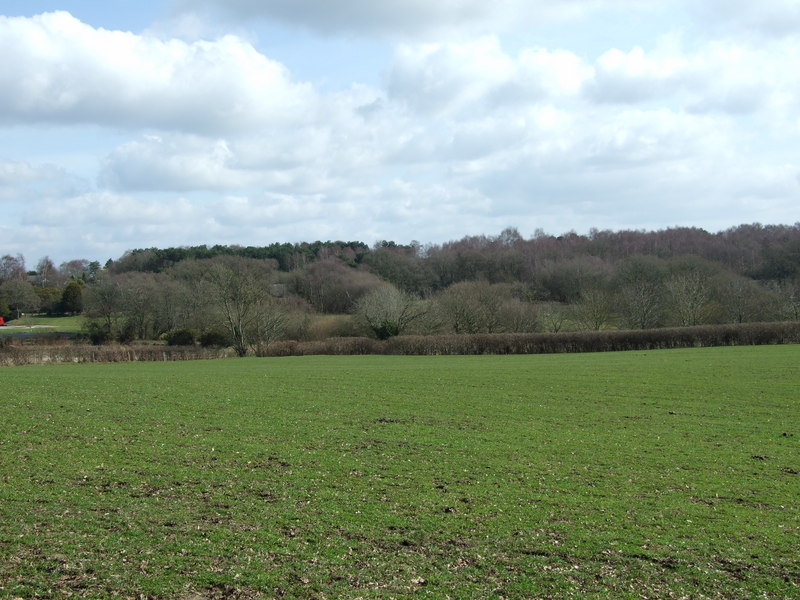
Lieu-dit Le frêne de Monmouth, à Horton Heath, borough d’Eastleigh.

Monmouth déserta le champ de bataille avec Grey et se dirigea vers la côte sud, déguisé en paysan. Ils furent capturés près de Ringwood, dans le Hampshire. Le chef fut ensuite amené à la tour de Londres où il fut décapité, après plusieurs coups de hache. Une lettre écrite par Cropley Ashley-Cooper, 6e comte de Shaftesbury, en 1849 fournit de plus amples informations quant à la capture de Monmouth :

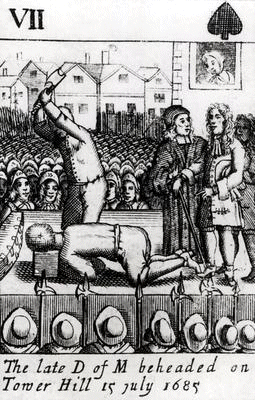
La décapitation du duc de Monmouth à Tower Hill, le 15 juillet 1685

Le petit enclos, connu depuis la capture du duc de Monmouth à cet endroit, en juillet 1685, sous le nom de « Fin de Monmouth », fait partie d’un groupe de cinq enclos situés au milieu de la lande de Shag, qui étaient appelés l’Îlot. Ils appartenaient à la paroisse de Woodlands.
La tradition du voisinage est la suivante : Qu'après la défaite du duc de Monmouth à Sedgemoor, près de Bridgwater, celui-ci chevaucha, en compagnie de Lord Grey, jusqu’à Woodyates, où ils laissèrent leurs chevaux ; le duc, après avoir échangé ses vêtements avec ceux d'un paysan, tenta de parcourir la campagne jusqu'à Christchurch. Étant poursuivi de près, il se dirigea vers l'Îlot et se dissimula dans un fossé couvert de fougères et d’arbustes. Lorsque ses poursuivants arrivèrent, une vieille femme les informa qu’il était dans l’Îlot, et l’avoir vu remplir ses poches de pois. L'Îlot fut immédiatement encerclé par les soldats, qui passèrent la nuit sur place et menacèrent d'incendier les maisons avoisinantes. Alors qu'ils partaient, l'un d'eux aperçut un pan de la veste du duc et ils l'arrêtèrent. Le soldat d’abord ne savait rien de lui puis il fondit en larmes et se reprocha cette découverte malheureuse. Quand le duc fut pris, il était épuisé par la fatigue et la faim, n’ayant rien eu à manger depuis la bataille excepté les pois cueillis dans un champ. Le frêne sous lequel le duc a été appréhendé est toujours debout et est marqué des initiales de nombre de ses amis qui ont visité les lieux par la suite.
La famille de la femme qui le trahit fut par la suite grandement détestée, et on dit qu'elle est tombée en désuétude, ne prospérant plus. La maison où elle habitait, qui avait vue sur l’endroit, s'est depuis effondrée. Il était très difficile pour quiconque d'y vivre.

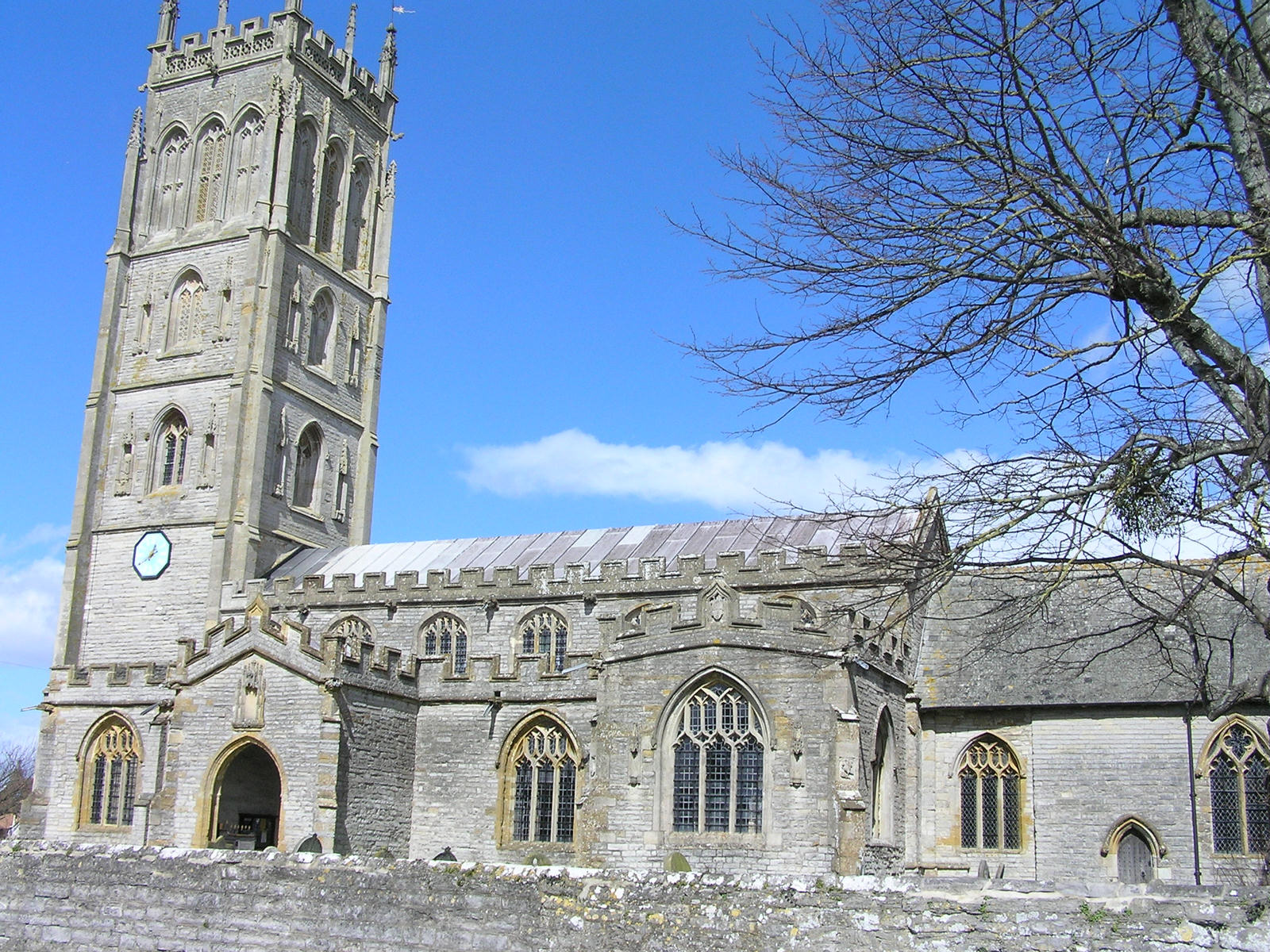
L’église Sainte-Marie à Westonzoyland

Après la bataille, 500 hommes environ des troupes de Monmouth furent capturés et détenus dans l'église paroissiale de Sainte-Marie dans la ville de Westonzoyland, tandis que les autres étaient pourchassés et fusillés dans les fossés où ils se cachaient. La plupart fut pendue à des gibets érigés le long de la route. Les troupes royales furent récompensées, Feversham fut fait chevalier de l’ordre de la Jarretière, Churchill fut promu Major-général et Henry Shires de l'artillerie recevant une chevalerie. D'autres soldats, en particulier ceux ayant été blessés, reçurent des sommes de 5 à 80 livres. Certains blessés furent parmi les premiers à être soignés au nouvel hôpital royal de Chelsea.
Le roi manda George Jeffreys, 1er baron Jeffreys de Wem et lord juge en chef de la Cour d'Angleterre et du Pays de Galles, de poursuivre les sympathisants du duc dans le Sud-Ouest et de les traduire en justice lors des Assises sanglantes au château de Taunton et ailleurs. Environ 1 300 personnes furent jugées coupables, déportées, alors que d’autres furent exécutées par pendaison. Daniel Foe, qui sera connu sous son nom de plume Daniel Defoe, participa à la rébellion et à la bataille. Il fut condamné à une lourde amende par le juge Jeffreys, et perdit une bonne partie de sa terre et de sa richesse.
Jacques II sera renversé trois ans plus tard lors de la Glorieuse Révolution.